# Le Secret des Monts Tabou
Le Secret des Monts Tabou est le 7e album de la série de bande dessinée La Patrouille des Castors dessiné par MiTacq sur un scénario de Jean-Michel Charlier. Il est prépublié dans le journal Spirou entre janvier et septembre 1959, puis publié sous forme d'album en 1961.

## Univers

### Synopsis
La Patrouille des Castors reçoit une invitation de Marcel M'Bidola, un scout congolais, à passer leurs vacances dans le territoire des Asambaras.  Le père de Marcel est roi de ce territoire d'Afrique centrale. Après plusieurs jours de voyages, les scouts découvre l'extrême pauvreté du peuple asambaras.  Pourtant, une légende veut qu'une mine d'or existent dans les Monts Tabou mais personne ne sait où elle se trouve et on l'a dit maudite : elle est gardée par des monstres qui tuent tous ceux qui s'en approchent.  Lors d'une chasse aux lions, ils recueillent un homme blessé qui semble avoir trouvé la mine, il leur laisse le plan avant de succomber à ses blessures...

### Personnages
Les scouts :
- Poulain, chef de patrouille
- Chat
- Faucon
- Tapir
- Mouche

Les autres personnages :
- Marcel M'Bidola (dit Okapi) : scout congolais, fils du Roi des Asambaras
- Le Roi Mutasu : Roi des Asambaras, père de Marcel
- Sam Blunt : chasseur d'éléphant et d'or
- Nyanga : meilleur pisteur des Asambaras

## Historique
Originellement, l'histoire devait se dérouler aux États-Unis. La rédaction de Spirou demanda à Jean-Michel Charlier de transposer l'histoire en Afrique noire, ce que le scénariste dénoncera dans une lettre adressée à Charles Dupuis, en 1958, face aux critiques de ce dernier concernant la qualité du scénario.  Charlier indique « [...] On m'a prié de transposer une histoire que je situais aux États-Unis, au centre de l'Afrique Noire. Tout simplement. Comme si les mèmes [sic] situations, les mèmes [sic] gags, les mèmes [sic] péripéties pouvaient indifféremment se concevoir dans un lieu ou dans un autre. »

## Publication

### Revues
Publié dans Spirou du 8 janvier (n° 1082) au 3 septembre 1959 (n° 1116).

### Album
Publié en album en 1961, aux éditions Dupuis. Il a ensuite été réédité en janvier 1967, en janvier 1977 (avec un numéro 7, sur la couverture), en avril 1982, en janvier 1986 (en album cartonné). Il a ensuite été réédité dans le 3e tome de la série Tout MiTacq, Les Castors - Par monts et par vaux, publié en janvier 1991 et dans le 2e tome de L'intégrale de la Patrouille des Castors, en septembre 2011.

### Couverture de l'album
La couverture de l'album représente la Patrouille des Castors marchant dans la forêt, avec Marcel, et entouré des Mbélélés.